# Brotthällan (vid Svartörarna, Nykarleby)
Brotthällan är en ö i Finland. Den ligger i Norra kvarken vid Svartörarna i kommunen Nykarleby i den ekonomiska regionen  Jakobstadsregionen i landskapet Österbotten, i den västra delen av landet. Ön ligger omkring 47 kilometer nordöst om Vasa och omkring 390 kilometer norr om Helsingfors.
Öns area är 0,4 hektar och dess största längd är 100 meter i sydöst-nordvästlig riktning.